# Aelurillus guecki
Aelurillus guecki là một loài nhện trong họ Salticidae.
Loài này thuộc chi Aelurillus. Aelurillus guecki được Metzner miêu tả năm 1999.